# Южные Коряки
Ю́жные Коря́ки — село в Елизовском районе Камчатского края России. Входит в состав Новолесновского сельского поселения.

## География
Село находится на расстоянии примерно 22 км к северо-западу от города Елизово, административного центра района.

## История
Село было основано в 1927 году и берёт своё название от его близости к деревням Коряки и Северные Коряки

## Население
| 2002 | 2010 | 2012 | 2013 | 2015 | 2016 | 2018 |
| ---- | ---- | ---- | ---- | ---- | ---- | ---- |
| 456  | ↘405 | ↗408 | ↘404 | ↗406 | ↘402 | ↗430 |
| 2020 |      |      |      |      |      |      |
| ↗432 |      |      |      |      |      |      |

## Улицы
| - ул. Восточная, - ул. Зелёная, - пер. Зелёный, | - ул. Камчатская, - ул. Лесная, - ул. Набережная, | - ул. Ручейная, - ул. Шоссейная, - ул. Южная. |

## Пожар на складе боеприпасов
В 2 км к северу от села есть большой склад боеприпасов Тихоокеанского флота, площадью 75 га, где хранятся взрывчатые вещества эквивалентными 1893 вагонам, такие как торпеды, глубинные бомбы, тротил и мины. Тем не менее, в ночь с 30 сентября по 1 октября 2005 года произошёл пожар, который уничтожил более чем 60 % площади. Этот пожар продолжался три дня и сопровождался большими взрывами, с выбросом результатов взрывов до Петропавловска-Камчатского, до которого около 45 км.
Жители всех деревень в радиусе от 15 до 20 км в окружности были эвакуированы, так что никто не пострадал. Тем не менее, большое количество домов были разрушены, в радиусе от 6 до 8 км вокруг комплекса были сильно повреждены. Температура воздуха в радиусе 50 км вокруг места увеличилась от пожаров по измерениям местных метеорологов на 5 градусов. Причина пожара была та же, что и некоторые предыдущие взрывы на складах Тихоокеанского флота это отсутствие денег на обслуживание, что сделало комплекс не отвечающим требованиям безопасности.